# 安徽省天长中学
安徽省天长中学，始建于1928年，安徽省示范性普通高级中学。天长中学现已分为在市区原校址上的初级中学和天长高中两个互不隶属的实体。其中初级中学首天长镇当地文教部门管辖，而高级中学为市直机关。

## 链接
- 天长中学（页面存档备份，存于）